# اده کیرای
اِدِه کیرای (مجاری: Király Ede؛ ۲۳ فوریهٔ ۱۹۲۶ – ۱۰ اوت ۲۰۰۹) اسکیت‌باز نمایشی اهل مجارستان بود.